# Utku Yuvakuran
Utku Yuvakuran (Istanbul, 2 novembre 1997) è un calciatore turco, portiere del Beykoz SK 1908.

## Carriera
Conta 8 presenze nella prima divisione turca, distribuite in tre stagioni, e 3 presenze in UEFA Europa League, nella fattispecie due nei turni preliminari e una nella fase a gironi.

## Palmarès

### Club

#### Competizioni nazionali
- Campionato turco: 1

Beşiktaş: 2020-2021
- Coppa di Turchia: 2

Beşiktaş: 2020-2021, 2023-2024